# انحدار خطي

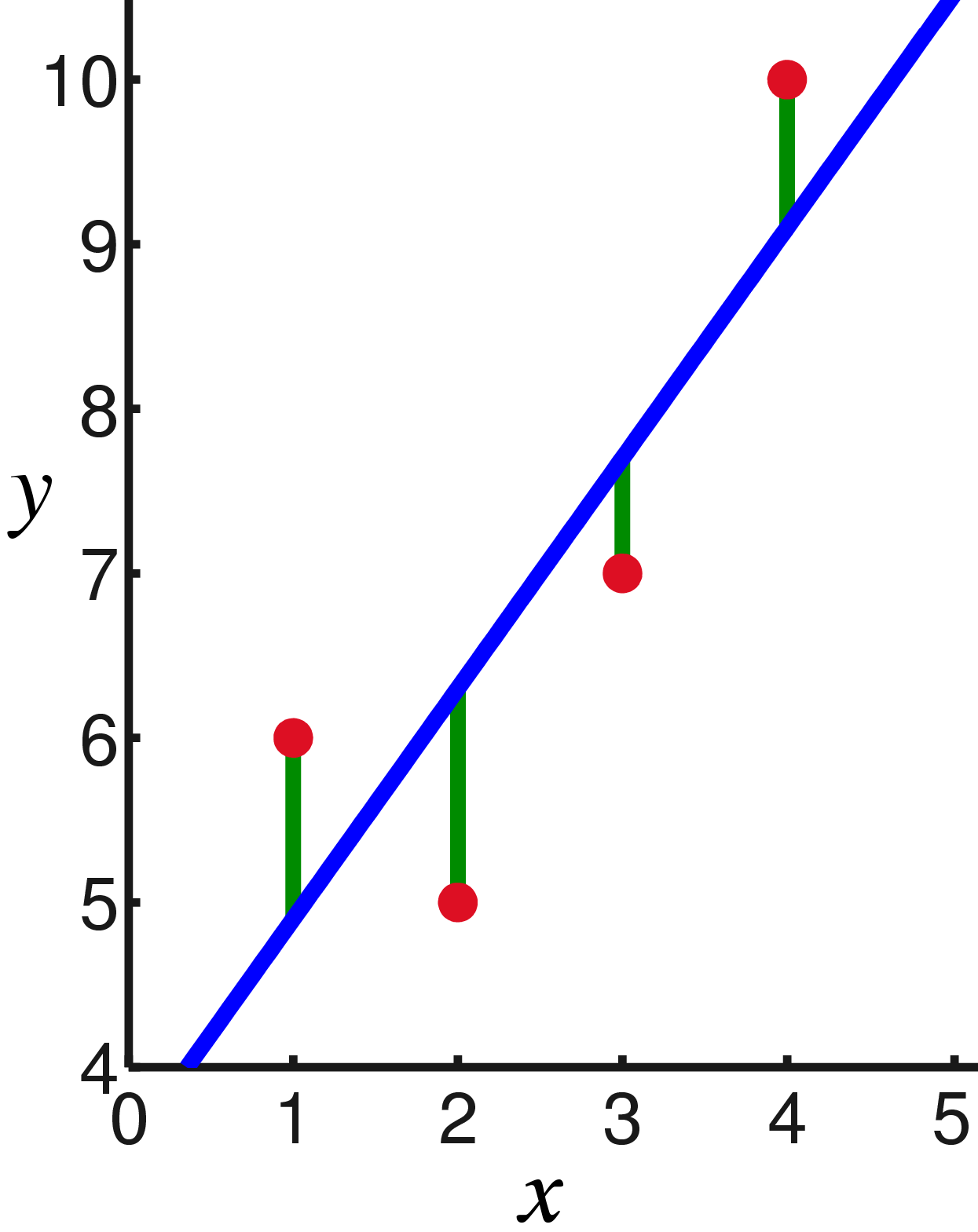
في نموذج الانحدار الخطي يفترض أن الملاحظات، النقط الحمراء، هي نتيجة لانحرافات عشوائية، موضحة بالفوارق الخضراء عن الخط الأزرق، الذي ينمذج وفق دالة خطية المتغير التابع (y) بدلالة المتغير المستقل (x).

الانحدار الخطي أو نموذج الانحدار الخطي أو النموذج الخطي في الإحصاء، هو نموذج إحصائي يستخدم في تفسير متغير {\displaystyle Y} عبر متغير آخر {\displaystyle X} (أو مجموعة من المتغيرات {\displaystyle X_{1},X_{2},...,X_{p}}) وفق دالة خطية.
يسمى المتغير {\displaystyle Y} بالتابع والمتغيرات {\displaystyle X} بالمتغيرات المستقلة أو المفسرة، بمعنى أنها تفسر، إحصائيا، تغير المتغير التابع.

## مفاهيم الانحدار والارتباط والسببية
الانحدار الخطي وتحليل الارتباط، رغم اشتراكهما في نفس القاعدة الإحصائية، إلا أنهما يختلفان على مستوى أدوار المتغيرات. إذا كان تحليل الارتباط يتعامل مع المتغيرين {\displaystyle Y} و{\displaystyle X} على قدم المساواة، أي بصورة تماثلية، فتحليل الانحدار يجب أن يعتمد على تقعيد نظري قبلي يؤسس لحد أدنى من التراتبية السببية بين المتغيرات. على سبيل المثال في النظرية الاقتصادية: تفسير ظاهرة الاستهلاك بدلالة الدخل (مع ثبات العوامل الأخرى) انطلاقا من أن استهلاك الفرد مرتبط بالدخل. وهو ما يعطي للباحث شرعية لوضع علاقة بين المتغيرات الاقتصادية على شكل دالة: {\displaystyle Y=f(X)}، مع {\displaystyle Y} المتغير التابع (الاستهلاك) و {\displaystyle X} المتغير المستقل (الدخل).
غالبا ما تكون الخبرة المعرفية في مجال الدراسة هي منطلق وضع النموذج، بأهداف استكشافية أو تأكيدية أو تحكيمية:
- استكشافية: لاستكشاف وجاهة متغير ما في تفسير ظاهرة معينة (مثلا العمر كمفسر لارتفاع الضغط الدموي).[7]
- تأكيدية: كما في حالة صيغة دوبري المؤكدة لخاصية ارتباط ضغط غاز الزئبق ({\displaystyle P}) مع درجة الحرارة ({\displaystyle T}): {\displaystyle P=\alpha _{1}T^{\alpha _{2}}e^{\alpha _{3}/T}} والتي يمكن تأكيدها إحصائيا عبر نموذج انحدار خطي يطبق على التحويل اللوغاريتمي للمعادلة.[11]
- تحكيمية: في سياق التعلم المراقب حيث يمكن النموذج من الفصل والتحكيم بين مجموعة من المتغيرات المفسرة حسب قوتها التفسيرية.

## تاريخ

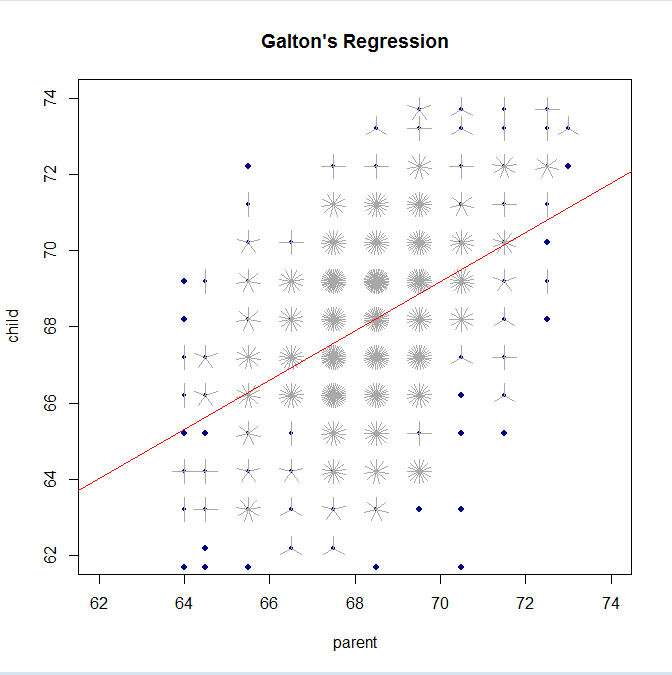
انحدار خطي بسيط مطبق على بيانات فرانسيس غالتون.

- 1755: يوسيب بوسكوفيتش هو أول رياضياتي يقوم بحساب معاملات نموذج انحدار خطي خلال أعماله في مجال الجغرافيا.
- 1866: أول ظهور لمصطلح انحدار (بالإنجليزية: Regression)‏ في أعمال فرانسيس غالتون، حيث طبق نموذج الانحدار الخطي البسيط في نمذجة قامات الأطفال المولودين لآباء ذوي قامات غير اعتيادية (فارعة أو قصيرة الطول) مبينا بأن قامات الأطفال تؤول نحو المتوسط الحسابي لقامة الساكنة.[11]

## التحليل الوصفي

### أشكال الدالة
يمكن أن تأخذ الدالة أشكالا مختلفة قد تكون خطية، لوغارتمية، أو أسية... الخ، ويمكن تحويل أي نموذج إلى النموذج الخطي، سنركز على الانحدار الخطي البسيط في قياس العلاقة بين المتغيرات:
i=1,..,n
حيث أن هي معلمات النموذج وعنصر الخطأ العشوائي، تم إضافته مراعاة للصفة الاحتمالية للنموذج ويمثل الفرق بين القيم الفعلية والقيم النظرية، وبالتالي قد تكون قيمته موجبة أو سالبة وتشترط أن تكون القيمة المتوقعة تساوي صفر.

## تقعيد نظري
يشار للعينة الإحصائية ب {\displaystyle \Omega } تضم {\displaystyle n} فردا إحصائيا ببياناتهم وفق صنفين من المتغيرات:
- {\displaystyle Y}: المتغير التابع.
- {\displaystyle X} (أو مجموعة متغيرات {\displaystyle X_{j}}، مع {\displaystyle j=1,...,p}): المتغيرات المستقلة أو المفسرة.

في حالة وجود متغير مستقل وحيد، نكون في حالة الانحدار الخطي البسيط وفي حالة الانحدار الخطي المتعدد إذا كانت {\displaystyle p\geq 2}.

### أشكال الكتابة
توجد ثلاثة أشكال لكتابة نماذج الانحدار الخطي: الكتابة العادية (أو القياسية) والكتابة المتجهية والكتابة المصفوفاتية.

#### الكتابة القياسية
لكل فرد إحصائي {\displaystyle i}، تكتب نمذجة القيمة المتحققة {\displaystyle y_{i}} بدلالة قيم المتغيرات المفسرة {\displaystyle x_{i,j}} والخطأ الإحصائي {\displaystyle \varepsilon _{i}}:
{\displaystyle y_{i}=\beta _{0}+\beta _{1}x_{i,1}+...+\beta _{p}x_{i,p}+\varepsilon _{i}}

#### الكتابة المتجهية
يشار لمتجهة المعاملات {\displaystyle \beta =(\beta _{0},\beta _{1},...,\beta _{p})} ولمنقولة متجهة القيم المتحققة {\displaystyle x_{i,j}} ب {\displaystyle x_{i}'=(1,x_{i,1},...,x_{i,p})} وتكتب النمذجة:
{\displaystyle y_{i}=x_{i}'\beta +\varepsilon _{i}}

#### الكتابة المصفوفاتية
أحيانا، تستعمل الكتابة المصفوفاتية للتعبير عن النموذج بشكل شامل، وأيضا لتسهيل البرهنة على الخصائص الاستدلالية المرتبطة بالنموذج:
{\displaystyle Y=X\beta +\varepsilon } بحيث:
{\displaystyle Y={\begin{pmatrix}y_{1}\\y_{2}\\\vdots \\y_{n}\end{pmatrix}},\quad X={\begin{pmatrix}x'_{1}\\x'_{2}\\\vdots \\x'_{n}\end{pmatrix}}={\begin{pmatrix}1&x_{11}&\cdots &x_{1p}\\1&x_{21}&\cdots &x_{2p}\\\vdots &\vdots &\ddots &\vdots \\1&x_{n1}&\cdots &x_{np}\end{pmatrix}},\quad \beta ={\begin{pmatrix}\beta _{0}\\\beta _{1}\\\vdots \\\beta _{p}\end{pmatrix}},\quad \varepsilon ={\begin{pmatrix}\varepsilon _{1}\\\varepsilon _{2}\\\vdots \\\varepsilon _{n}\end{pmatrix}}.}

### تقدير النموذج
تقدير النموذج يعني بالأساس تقدير القيم المقدرة للمعاملات {\displaystyle \beta } (والتي تعتبر معالم النموذج)، إضافة إلى التصديق الإحصائي على نجاعة النموذج وقابلية تطبيقه واستغلاله عمليا، خصوصا في توقع قيم مستقبلية (أو جديدة) ل {\displaystyle Y} بمعرفة قيم {\displaystyle X}. توجد أربع طرق لتقدير نموذج الانحدار الخطي:
- طريقة التقدير حسب القيمة العليا لدالة الإمكان.
- طريقة التقدير حسب طريقة المربعات الدنيا.
- طريقة العزوم.
- الطرق البايزية.

أكثر الطرق استعمالا، وأكثرها نجاعة، هي طريقة المربعات الدنيا: حسب مبرهنة كاوس ماركوف، وفي حالة تحقق الفرضيات المنصوص عليها في المبرهنة، فمقدر المربعات الدنيا يكون أفضل مقدر خطي بدون تحيز (بالإنجليزية: Best Linear Unbiased Estimator) ويشار إليه اختصارا ب BLUE.

## طريقة المربعات الدنيا
قبل تطبيق طريقة المربعات الدنيا لتقدير المعالم الإحصائية لنموذج الانحدار، يجب التأكد من تحقق مجموعة من الفرضيات، وخصوصا فرضيات مبرهنة غاوس ماركوف (المتعلقة بالخصائص الإحصائية لأخطاء النموذج الخطي الإحصائية). تنقسم الفرضيات إلى صنفين: فرضيات بنوية (Systemic) يجب التأكد منها قبل تطبيق النموذج وفرضيات تصادفية (Stochastic) يتم التأكد منها بعد كل تكرار لتطبيق النموذج إلى غاية بلوغ صيغة مستقرة وقابلة للتطبيق.

### الفرضيات البنوية
- الفرضية {\displaystyle H_{1}}: عدم وجود أخطاء إحصائية في ملاحظة {\displaystyle Y} و{\displaystyle X} (مفهوم الخطأ هنا يشمل الأخطاء القياسية والتحيزات التي يمكن أن تكون ناتجة عن أخطاء منهجية في الاستعيان مثلا).
- الفرضية {\displaystyle H_{2}}: {\displaystyle Y} و{\displaystyle X} موزعة طبيعيا، {\displaystyle Y\backsim {\mathcal {N}}(\mu _{Y},\sigma _{Y}^{2})} ولكل {\displaystyle X_{j}}، {\displaystyle X_{j}\backsim {\mathcal {N}}(\mu _{X_{j}},\sigma _{X_{j}}^{2})}.
- الفرضية {\displaystyle H_{3}}: وجود علاقة خطية بين {\displaystyle Y} و{\displaystyle X} (في حالة الانحدار الخطي البسيط) وعدم وجود تداخل خطي بين المتغيرات {\displaystyle X_{j}} (في حالة الانحدار الخطي المتعدد).
- الفرضية {\displaystyle H_{4}}: حجم عينة البيانات أكبر بكثير من عدد المعالم الإحصائية اللازم تقديرها، أي {\displaystyle n\gg p}.

### الفرضيات التصادفية
- الفرضية {\displaystyle H_{5}}: القيمة المتوقعة للأخطاء الإحصائية منعدمة، {\displaystyle E(\varepsilon _{i})=0}، بالنسبة لكل ملاحظة {\displaystyle i}.
- الفرضية {\displaystyle H_{6}}: الارتباط الذاتي للأخطاء منعدم، لكل زوج {\displaystyle (i,k)\in [1,...,n]^{2}} بحيث {\displaystyle i\neq k}، {\displaystyle E(\varepsilon _{i},\varepsilon _{k})=0}.
- الفرضية {\displaystyle H_{7}}: تجانس تباين الأخطاء الإحصائية {\displaystyle E(\varepsilon _{i},\varepsilon _{k})=\sigma _{\varepsilon }^{2}}.
- الفرضية {\displaystyle H_{8}}: الأخطاء موزعة وفق نفس التوزيع الطبيعي {\displaystyle \varepsilon _{i}\backsim {\mathcal {N}}(0,\sigma _{\varepsilon }^{2})}.

### طرق التأكد من الفرضيات
عمليا، يتم التأكد من الفرضيات، في الغالب، عبر اختبارات إحصائية، وغالبا ما تكون العملية تكرارية ويمكن أن تستلزم القيام بتطبيق دوال تحويلية على المتغيرات، أو استثناء عناصر إحصائية من العينة، حتى تقترب العينة المدروسة من البنية المثلى الموافقة للفرضيات. عمليا، من الصعب تحقق كل الفرضيات بصورة كاملة، ولذلك يجب مرافقة الدراسة بمقاربة تحكيمية تحقق التوافق بين الهدف من النمذجة وجودة البيانات المتوفرة وإمكانية الوصولية إلى بيانات أخرى.
| الفرضية               | طرق التأكد | استراتيجيات بديلة |
| --------------------- | --- | --- |
| {\displaystyle H_{1}} | التصديق على منهجية الاستعيان | |
| {\displaystyle H_{2}} | تطبيق الاختبارات الإحصائية للتوزيع الطبيعي، مثلا: - اختبار شابيرو ويلك (ملائم للعينات الصغيرة) - اختبار جارك بيرا (ملائم للعينات الكبيرة) | في حالة فشل الاختبار، ينصح بتطبيق تحويلات على المتغيرات (التابعة والمستقلة) لإنتاج متغيرات جديدة تؤول تقاربيا إلى حالة التوزيع الطبيعي، مثلا: - تطبيق التحويل المعياري: {\displaystyle Y\rightarrow {\frac {Y-\mu _{Y}}{\sigma _{Y}}}} عبر توسيط المتغير (طرح المتوسط) واختزاله (عبر قسمة الناتج على الانحراف المعياري) - تطبيق تحويلة بوكس كوكس عبر إيجاد أمثل {\displaystyle \lambda } يحقق مآلا تقاربيا للمتغير{\displaystyle B(x,\lambda )={\begin{cases}{\frac {x^{\lambda }-1}{\lambda }}&{\text{, }}\lambda \neq 0\\\log(x)&{\text{, }}\lambda =0\end{cases}}} نحو التوزيع الطبيعي. |
| {\displaystyle H_{3}} | في حالة الانحدار البسيط: - معاينة بصرية لمنحنى {\displaystyle Y} بدلالة {\displaystyle X}. - حساب معامل الارتباط الخطي والتأكد من مغزاه الإحصائي (عبر اختبار برافي بيرسون مثلا) في حالة الانحدار المتعدد، التأكد من عدم وجود التداخل الخطي يمر عبر تطبيق الاختبارات التالية: - جرد المتغيرات المشتبه بها عبر قاعدة كلاين. - حساب عوامل تضخم التباين لكل التغيرات المفسرة. - .اختبار تجانس الإشارات. - اختبار فارار وغلاوبر العام لاختبار فرضية استقلالية المتغيرات المفسرة. | في حالة الانحدار البسيط: - تطبيق تحويلات رياضية (لوغاريتمية، تحويلة بوكس كوكس...) تقترب من الحالة الخطية. في حالة الانحدار المتعدد: - تطبيق خوارزميات تكرارية عبر إدخال وإخراج المتغيرات المستقلة إلى غاية بلوغ نموذج مستقر وفق معيار إحصائي (مثلا معيار أكايكي للمعلومة). |

## طرق تقدير معلمات النموذج
من أبرز الطرق المستعملة في تقدير معلمات النموذج طريقة المربعات الصغرى، وتنحصر خصائص المعلمات المقدرة في خمس افتراضات:
- الخطية.
- انعدام القيمة المتوقعة للعنصر العشوائي.
- تجانس تباينات الأخطاء العشوائية
- عدم ارتباط ذاتي بين الأخطاء العشوائية.
- عدم ارتباط ذاتي بين المتغيرات المستقلة والأخطاء العشوائية.

تتمثل طريقة المربعات الصغرى في تقدير والتي تقلل الفرق بين القيم الفعلية والنظرية أو المقدرة والتي تحقق النهاية الصغرى للكمية.